# ESR2
ESR2 (estrogen receptor 2) is een gen dat transcriptiefactor ESR2 of ERβ codeert. Het gen bevindt zich bij de mens op locus 14q23.2-q23.3 van chromosoom 14.
ESR2 wordt getransactiveerd door oestradiol of 17β-estradiol. Het heeft expressie in de thymus, milt, eierstokken en testis.
Met ERα speelt ERβ een belangrijke rol bij de ontwikkeling van de vrouwelijke geslachtsorganen en bijnierschors. Het is ook aanwezig in de melkklieren.
In tegenstelling tot ERα is er wel expressie van ERβ in spermatocyten en spermatiden en ook in granulosacellen. Het gen komt ook tot expressie in spongieus bot.
Oestradiol activeert twee processen bij mannelijke pasgeborenen, masculinisatie – de ontwikkeling van mannelijk gedrag – en defeminisatie – het verlies van het vermogen om vrouwelijk gedrag te vertonen. ERβ is betrokken bij dat laatste proces.

## Aandoeningen
Mutaties in ESR2 zijn een kandidaat voor een vorm van 46,XY-DSD, een variatie in de geslachtsontwikkeling (DSD).